# 武德軍節度使
武德軍節度使，舊稱剑南东川节度使，简称东川节度使，唐朝在今四川省东部和重庆市设立的节度使。
至德二载（757年）分剑南节度使东部设置。治所在梓州（今三台县），下辖梓州、遂州、绵州、剑州、龙州、普州、陵州、泸州、荣州、资州、简州、阆州。759年增加昌州、渝州、合州。764年和西川合并，767年再分东西川，开始治遂州，为东川都防御观察使，兼静戎军使。后来恢复东川节度使，治梓州。771年—775年一度罢昌州。784年阆州归山南西道节度使。809年，资州、简州归西川节度使。长期领有梓州、遂州、绵州、普州、陵州、泸州、荣州、剑州、龙州、昌州、渝州、合州。相当于今天四川盆地中部涪江流域以西，沱江下游流域以东，和剑阁县、青川县。888年龙州归威戎军节度使，891年剑州归龙剑节度使，897年遂州、泸州、昌州、渝州归武信军节度使。唐朝末年被王建兼并。前蜀改为天贞军节度使，910年改武德军节度使。

## 历代節度使
劍南東川節度使
- 严武（乾元年间）
- 李奂（761年）
- 郝某（762年）
- 章彝（763年—764年）
- 张献诚（766年）
- 杜济（766年—767年）
- 鲜于叔明（768年—786年）
- 王叔邕（786年—802年）
- 李康（802年—806年）
- 韦丹（805年—806年）（未赴任）
- 高崇文（806年）
- 严砺（806年—809年）
- 潘孟阳（809年—813年）
- 卢坦（813年—817年）
- 李逢吉（817年—820年）
- 王涯（820年—823年）
- 李绛（823年—825年）
- 郭钊（825年—829年）
- 刘遵古（830年—832年）
- 杨嗣复（833年—835年）
- 冯宿（835年—836年）
- 杨汝士（836年—839年）
- 郑复（839年—841年）
- 归融（841年—842年）
- 卢弘宣（843年—844年）
- 卢商（844年—845年）
- 杜悰（845年—848年）
- 周墀（849年—851年）
- 柳仲郢（851年—855年）
- 韦有翼（855年—858年）
- 崔慎由（858年—？）
- 严某，中丞（咸通初年）
- 薛耽（862年）
- 高璩（862年—865年）
- 王承业（865年）
- 独孤云（866年—870年）
- 颜庆复（870年—871年）
- 崔充（872年—875年）
- 吴行鲁（875年—877年）
- 李璧（877年—878年）
- 王沨（878年—879年）
- 杨师立（880年—884年）
- 高仁厚（884年—886年）
- 顾彦朗（887年—891年）
- 顾彦晖（891年—897年）
- 李茂贞（896年）（未赴任）
- 刘崇望（898年）（未赴任）
- 王宗涤（897年—901年）
- 王宗裕（901年—904年）
- 王宗佶（904年—907年）

天貞軍節度使（前蜀）
- 王宗裕（908年—910年）

劍南東川節度使（前蜀）
- 王宗裕（910年—912年）

武德軍節度使（前蜀）
- 王宗播（919年）
- 徐延琼（919年—924年）
- 宋光葆（924年—925年）

劍南東川節度使（后唐）
- 董璋（925年—930年）

武德軍節度使（后蜀）
- 孟昶（934年）
- 赵廷隐（936年—947年）
- 李昊（941年）
- 王处回（948年）
- 郭延钧（952年）
- 李廷珪（965年）